# Teodoro Cottrau
Teodoro Cottrau (Nàpols, 7 de desembre de 1827 - idem. 30 de març de 1879), fou un compositor, poeta, editor de partitures, periodista i polític italià, famós per les seves cançons napolitanes.
Fou germà de Giulio i fill del compositor i editor Guglielmo (1797 – 1847). Cottrau desenvolupà tota la seva carrera a Nàpols. Va ser amic dels compositors d'òpera del moment, i publicà àries i cançons. Succeí al seu pare Guglielmo en la casa editorial de Música de B. Girard, que assolí celebritat tant a Itàlia com a l'estranger en aquella època.
Entre altres moltes composicions, se li deuen les cançons napolitanes: Addio mia bella Napoli i Santa Lucía, que, influïren de forma determinant en l'estil de la cançó i que malgrat els anys transcorreguts des que s'escriviren, encara serven la popularitat de què gaudiren.